# Diana DeGette
Diana Louise DeGette (nacida el 29 de julio de 1957) es una abogada y política estadounidense que se desempeña como representante estadounidense para el primer distrito del Congreso de Colorado desde 1997. Miembro del Partido Demócrata, su distrito tiene su sede en Denver. DeGette fue jefe adjunto de látigo de 2005 a 2019 y es el decano de la delegación del Congreso de Colorado; se desempeñó como Representante del Estado de Colorado para el sexto distrito desde 1993 hasta su elección a la Cámara de los Estados Unidos.

## Primeros años, educación y carrera
DeGette, originaria de Colorado de cuarta generación, nació en Tachikawa, Japón, hija de Patricia Anne (de soltera Rose) y Richard Louis DeGette. Sus padres eran estadounidenses y en el momento de su nacimiento su padre estaba sirviendo en las fuerzas armadas. Se graduó de Colorado College, donde obtuvo una licenciatura. en ciencias políticas y fue elegida miembro de la sociedad de honor internacional Pi Gamma Mu en 1979. Obtuvo un título de Juris Doctor de la Facultad de Derecho de la Universidad de Nueva York en 1982. Luego regresó a Denver y comenzó a ejercer la abogacía centrándose en los derechos civiles y los litigios laborales.

## Posiciones políticas
DeGette votó con la posición declarada del presidente Joe Biden el 100% de las veces en el 117º Congreso, según un análisis de FiveThirtyEight.

### Aborto provocado
DeGette es pro-elección y copresidente del Caucus Pro-Choice. DeGette y su ex copresidenta, Louise Slaughter, son los patrocinadores de la Ley Prevención Primero. Esta ley tiene como objetivo disminuir el número de embarazos no deseados, abortos y enfermedades de transmisión sexual a través de una mejor atención médica para las mujeres. El PAC NARAL Pro-Choice America respaldó a DeGette y le otorgó un índice de aprobación del 100% según sus posiciones. DeGette también recibió una calificación del 100% de Planned Parenthood. El Comité Nacional por el Derecho a la Vida le otorgó una calificación de 0% debido a su firme postura a favor del derecho a elegir.

### Investigación con células madre embrionarias
DeGette ha votado sistemáticamente a favor del uso de la investigación con células madre embrionarias. DeGette dice que "debemos aprobar una legislación de sentido común sobre la investigación con células madre embrionarias, convertir estas regulaciones en estatutos y de una vez por todas, garantizando que esta investigación crítica para salvar vidas pueda llevarse a cabo en los años venideros, sin obstáculos por caprichos políticos o detractores". DeGette y Charlie Dent presentaron la Ley bipartidista de Investigación de Células Madre de 2011, que brindaría apoyo duradero a la investigación con células madre.

### Control de armas
DeGette apoya la prohibición de armas de fuego semiautomáticas como las utilizadas en el masacre de aurora de 2012, que ocurrió en un cine cerca de su distrito. DeGette ha declarado que "el único propósito de estas armas y estos cargadores es matar gente". DeGette y Carolyn McCarthy presentaron la Ley para detener la venta de municiones en línea de 2012. La Campaña Brady respaldó la reelección de DeGette en 2008, 2010 y 2012..
En 2013, DeGette llamó la atención nacional después de hacer una declaración errónea en un foro público sobre las restricciones a los cargadores de armas de fuego. Ella afirmó: "Estas son municiones, son balas, así que la gente que las tiene ahora las va a disparar, así que si se prohíben en el futuro, la cantidad de estos cargadores de alta capacidad va a disminuir drásticamente con el tiempo porque las balas se habrán disparado y no habrá más disponibles". (Id.) El comentario, que no tuvo en cuenta el hecho de que estos cargadores están diseñados para ser recargados, alimentó quejas de larga data por parte de grupos defensores de los derechos de las armas de que los legisladores que intentan regular las armas de fuego no entienden el problema. (Id.)
En junio de 2016, DeGette y otros legisladores demócratas, encabezados por John Lewis (D-GA), participaron en una sentada en la Cámara de Representantes para protestar por la decisión del liderazgo republicano de no presentar varios proyectos de ley de control de armas propuestos. un voto.

### Israel
DeGette votó a favor de brindar apoyo a Israel luego del el ataque de Hamás contra Israel en 2023. 